# 鳥飼さつき園
鳥飼さつき園（とりかいさつきえん）は、大阪府摂津市鳥飼野々にある保育園。設置者は社会福祉法人摂津会であり、法人の理事長は井上一成（1976年 - 1995年、2001年 - ）。最寄り駅の大阪モノレール線南摂津駅からは徒歩15分の距離にあり、卒園児を対象とした学童保育も行っている。1975年（昭和50年）開園。

## 概要
「園での生活を通じて健康でたくましいからだづくり」「心が温かく、情感の豊かな人間に育てる」「可能性を信じ、個性を伸ばす」の3つのテーマを掲げ、保育を行っている。定員は230名。
開園以来、3度にわたって増築が重ねられた園舎は建物および施設の老朽化が目立っていた。
2014年（平成26年）に立て替えが行われた。新園舎は、中央にシンボルとして「虹の塔」が配されており、階段も虹色に塗り分けられている。園児が食事をするランチルームは調理の様子が見学できるよう厨房がガラス張りになっているほか、園児自身が調理をできるよう「子どもキッチン」と称する作業台を設置し、園庭の菜園とともに食育を行えるようにしている。また、屋内にボルダリング用の壁が設置され、雨天時の遊具として供されている。
かつては敷地内に京都市電1612号車が保存されていたというが、現存しない。

## 力士招待イベント
鳥飼さつき園では、大相撲春場所前に力士を招待するイベントが恒例になっている。相撲ファンの井上緋紗子園長が始めたイベントで1971年から毎年行われており、園児が力士のように元気に大きく育ってほしいという願いと、日本の伝統である相撲を知る機会を与えたいという意図から開催されている。イベントでは特設土俵での相撲の他、質問コーナーや餅つきなどを行う。
2013年には4人、2014年には幕下2人、2016年には3人の力士が錦戸部屋と東関部屋から招待された。また、2014年のイベントでは知的障害者も招待された。

## 卒園者代表
- 本田圭佑[11]